# Spazio topologico
In matematica, lo spazio topologico è l'oggetto base della topologia. Si tratta di un concetto molto generale di spazio, accompagnato da una nozione di "vicinanza" definita nel modo più debole possibile. In questo modo molti degli spazi comunemente usati in matematica (come lo spazio euclideo o gli spazi metrici) sono spazi topologici. Intuitivamente, ciò che caratterizza uno spazio topologico è la sua forma, non la distanza fra i suoi punti, che può non essere definita.
Nel corso della storia sono state proposte varie definizioni di spazio topologico, e c'è voluto tempo per arrivare a quella generalmente usata oggi: benché possa sembrare piuttosto astratta, si adatta a tutti i concetti alla base della topologia.

## Motivazione
Nell'analisi matematica lo studio delle nozioni di limite e continuità nell'insieme {\displaystyle \mathbb {R} } dei numeri reali e negli spazi euclidei si avvale dell'introduzione del concetto di intorno e del concetto strettamente collegato di insieme aperto. La nozione di convergenza e di continuità possono essere espresse in termini del solo concetto di insieme aperto.
Con la nozione di spazio topologico si cerca di individuare le proprietà fondamentali dei concetti che permettono di definire una nozione di continuità, in qualche modo analoga a quella che si ha per gli spazi euclidei, e considerare quindi un'idea astratta di spazio che verifichi solo queste proprietà fondamentali.
La famiglia degli insiemi aperti di {\displaystyle \mathbb {R} } (o di qualunque altro spazio euclideo) soddisfa le seguenti tre condizioni:
- l'insieme vuoto e {\displaystyle \mathbb {R} } sono aperti;
- l'unione di una quantità arbitraria di aperti è un aperto;
- l'intersezione di un numero finito di aperti è un aperto.

Queste tre condizioni sono necessarie e sufficienti per dimostrare diversi risultati importanti, come la preservazione della compattezza e della connessione da parte delle funzioni continue. Per questo motivo esse vengono assunte come le proprietà fondamentali che uno spazio topologico astratto deve verificare.
Gli aperti di uno spazio euclideo godono naturalmente di molte altre proprietà, che tuttavia in questo contesto astratto non sono richieste, in modo da garantire un maggiore livello di generalità, pur permettendo di ottenere dei risultati significativi. Successivamente gli spazi topologici definiti in questa massima generalità vengono classificati in base a ulteriori proprietà che possono renderli più o meno "simili" a spazi euclidei.

## Definizione tramite aperti
Si definisce topologia una collezione {\displaystyle T} di sottoinsiemi di un insieme {\displaystyle X} tali che:
- L'insieme vuoto e {\displaystyle X} appartengono a {\displaystyle T}:  {\displaystyle \varnothing \in T} e {\displaystyle X\in T.}
- L'unione di una quantità arbitraria (finita o infinita, eventualmente non numerabile) di insiemi appartenenti a {\displaystyle T} appartiene a {\displaystyle T}: {\displaystyle \bigcup Z\in T,\forall Z\in T.}
- L'intersezione di due insiemi appartenenti a {\displaystyle T} appartiene a {\displaystyle T}: {\displaystyle Y\cap W\in T,\forall Y,W\in T.}

Uno spazio topologico è una coppia {\displaystyle (X,T)}, dove {\displaystyle X} è un insieme e {\displaystyle T} una topologia. In uno spazio topologico gli insiemi che costituiscono {\displaystyle T} si dicono aperti in {\displaystyle X}.
I complementari degli insiemi aperti sono detti chiusi, sempre in analogia con gli insiemi chiusi di {\displaystyle \mathbb {R} .}
Inoltre dalla terza condizione di topologia, e per induzione, si deduce che l'intersezione di un numero finito di insiemi appartenenti a {\displaystyle T} appartiene a {\displaystyle T}. 
Si dice che la collezione {\displaystyle T} di aperti è una topologia per {\displaystyle X}. Se dal contesto è chiaro di che topologia si sta parlando, per brevità si indica lo spazio solo con il nome {\displaystyle X} dell'insieme. 
Definizioni equivalenti (sebbene poco usate) possono essere date attraverso la collezione dei chiusi (ossia dei complementari degli aperti), oppure attraverso le proprietà degli intorni, o ancora attraverso l'operazione di chiusura (si vedano gli assiomi di chiusura di Kuratowski).

## Definizione tramite intorni
Questa definizione, meno usata della definizione tramite aperti, fa uso della definizione di filtro su un insieme e risulta per certi versi più usata in analisi matematica.
Uno spazio topologico è una coppia {\displaystyle (S,\tau )} con
- {\displaystyle S} un insieme;
- {\displaystyle \tau } una funzione {\displaystyle \tau \colon S\to {\mathcal {P}}({\mathcal {P}}(S))} con {\displaystyle x\mapsto \tau _{x}\ }, detta topologia, tale che:
  - {\displaystyle \forall I\in \tau _{x}} {\displaystyle x\in I};
  - {\displaystyle \forall x\in S} {\displaystyle \tau _{x}} filtro su {\displaystyle S};
  - {\displaystyle \forall U\in \tau _{x}\;\exists V\in \tau _{x}} tale che {\displaystyle U\in \tau _{y}\;\forall y\in V}.

{\displaystyle \tau _{x}} viene detta famiglia d'intorni del punto {\displaystyle x} o topologia del punto {\displaystyle x}, mentre {\displaystyle I\in \tau _{x}} viene detto intorno del punto {\displaystyle x}.

## Esempi di spazi topologici

I primi quattro esempi formano uno spazio topologico. Gli ultimi due no: in quello di sinistra manca l'unione {2,3}, in quello di destra manca l'intersezione {2}.

Consideriamo l'insieme {\displaystyle X=\{a,b,c\}}.
- le collezioni {\displaystyle R=\{\varnothing ,X,\{a\}\}} e {\displaystyle S=\{\varnothing ,X,\{a\},\{b\},\{a,b\}\}} sono topologie su {\displaystyle X};
- la collezione {\displaystyle T=\{\varnothing ,X,\{a\},\{b\}\}} non è una topologia su {\displaystyle X}: infatti in {\displaystyle T} manca l'unione di {\displaystyle \{a\}} e {\displaystyle \{b\}.}

## Topologie su un insieme
Un insieme fissato {\displaystyle X} ammette in generale numerose topologie {\displaystyle T} differenti. Ad esempio:
- {\displaystyle T=\{\varnothing ,X\}}, detta topologia banale
- {\displaystyle T={\mathcal {P}}(X)}, detta topologia discreta
- {\displaystyle T=\{U\subseteq X\;|\;X-U{\text{ è finito}}\}\cup \{\varnothing \}}, detta topologia cofinita

Qui {\displaystyle {\mathcal {P}}(X)} è l'insieme delle parti di {\displaystyle X}. Quindi nella topologia banale solo {\displaystyle \varnothing } e {\displaystyle X} sono aperti, mentre in quella discreta tutti i sottoinsiemi sono aperti.
Due topologie {\displaystyle T,T'} su un insieme {\displaystyle X} sono confrontabili se una delle due è sottoinsieme dell'altra. Se {\displaystyle T} contiene {\displaystyle T'}, la topologia {\displaystyle T} è topologia più fine di {\displaystyle T'}.
Ad esempio, su {\displaystyle X=\{a,b,c\}} la topologia {\displaystyle \{\varnothing ,X,\{a\},\{b\},\{a,b\}\}} è più fine di {\displaystyle \{\varnothing ,X,\{a\}\}}.
L'insieme di tutte le topologie su {\displaystyle X} forma con questa relazione un insieme parzialmente ordinato, in cui le topologie banale e discreta sono rispettivamente la meno fine e la più fine di tutte.

## Insiemi chiusi
Oltre alla definizione data all'inizio, ne esiste un'altra equivalente e altrettanto attuale, anche se meno comune, che determina la topologia in termini di chiusi. Se partiamo dagli aperti, chiameremo chiusi i sottoinsiemi che hanno complementare aperto. Se partiamo dai chiusi saranno aperti quelli che hanno complementare chiuso.
Partendo dalla definizione data all'inizio dimostriamo le tre proprietà che caratterizzano i chiusi:
1. {\displaystyle X} e {\displaystyle \varnothing } sono chiusi, infatti il complementare di {\displaystyle X} è {\displaystyle \varnothing }, che per la definizione iniziale è aperto, e il complementare di {\displaystyle \varnothing } è {\displaystyle X} che è anch'esso aperto;
2. l'intersezione arbitraria di chiusi è chiusa, infatti il complementare dell'intersezione arbitraria, applicando De Morgan, è l'unione arbitraria dei complementari di chiusi, che sono aperti, e quindi è aperto;
3. l'unione finita di chiusi è chiusa, e la dimostrazione è analoga a quella precedente.

Se prendiamo queste tre proposizioni come proprietà che deve soddisfare una collezione di sottoinsiemi per essere una topologia, abbiamo la definizione basata sui chiusi.
Notiamo che un sottoinsieme può essere chiuso, aperto, sia aperto sia chiuso, né aperto né chiuso.

## Altre definizioni
Introduciamo qui alcuni concetti chiave, definiti in ogni spazio topologico {\displaystyle (X,T)}.

### Intorno
Un insieme {\displaystyle U} contenente un punto {\displaystyle x} di {\displaystyle X} è un intorno di {\displaystyle x} se esiste un aperto {\displaystyle A} con
{\displaystyle x\in A\subseteq U.}

### Chiusura e parte interna
Sia {\displaystyle A} un sottoinsieme di {\displaystyle X}. La chiusura di {\displaystyle A} è il più piccolo insieme chiuso che contiene {\displaystyle A} (definito come l'intersezione di tutti i chiusi che lo contengono). Analogamente, la parte interna di {\displaystyle A} è l'aperto più grande contenuto in {\displaystyle A}. Chiusura e parte interna vengono rispettivamente indicati nel modo seguente
{\displaystyle {\bar {A}},\quad {\dot {A}}.}
La chiusura di {\displaystyle A} è anche indicata con {\displaystyle Cl(A)}. La frontiera di {\displaystyle A} è infine definita come
{\displaystyle \partial A={\bar {A}}\setminus {\dot {A}}.}

## Spazio di Hausdorff
Il matematico Hausdorff definì un suo concetto di spazio topologico, basato su una definizione assiomatica di intorno di un punto. Gli intorni devono soddisfare i seguenti assiomi, chiamati successivamente assiomi di Hausdorff:
1. a ogni punto {\displaystyle x} corrisponde almeno un intorno {\displaystyle U(x)}, contenente {\displaystyle x};
2. se {\displaystyle U(x)} e {\displaystyle V(x)} sono intorni dello stesso punto {\displaystyle x}, allora anche l'intersezione tra {\displaystyle U(x)} e {\displaystyle V(x)} è un intorno di {\displaystyle x};
3. se {\displaystyle U(x)} è un intorno di {\displaystyle x} ed è sottoinsieme di un insieme {\displaystyle V}, allora anche {\displaystyle V} è un intorno di {\displaystyle x};
4. per ogni intorno {\displaystyle U(x)} di {\displaystyle x} esiste un intorno {\displaystyle V(x)} di {\displaystyle x} tale che {\displaystyle U(x)} è intorno di qualsiasi {\displaystyle y} appartenente a {\displaystyle V(x)};
5. dati due punti distinti {\displaystyle x} e {\displaystyle y}, esistono due intorni disgiunti {\displaystyle U(x)} e {\displaystyle U(y)}.

Uno spazio con queste proprietà prende il nome di spazio di Hausdorff.
Equivalentemente, uno spazio di Hausdorff è uno spazio topologico che soddisfa l'assioma di separazione {\displaystyle T_{2}} (per due punti distinti {\displaystyle x} e {\displaystyle y}, esistono due intorni disgiunti {\displaystyle U(x)} e {\displaystyle U(y)}, ovvero il quinto assioma di Hausdorff).

## Generalizzazioni
A volte serve usare gli strumenti della topologia, ma non è disponibile un "insieme di punti". Si può allora ricorrere alla topologia formale, basata sull'ordinamento e la convergenza di insiemi aperti come fondamento teorico; mentre le topologie di Grothendieck sono strutture particolari definite su categorie formali che permettono la definizione di fasci su tali categorie, e con esse la definizione di teorie di coomologia molto generali.